# Protidricerus japonicus
Protidricerus japonicus is een insect uit de familie van de vlinderhaften (Ascalaphidae), die tot de orde netvleugeligen (Neuroptera) behoort. 
Protidricerus japonicus is voor het eerst wetenschappelijk beschreven door McLachlan in 1891.